# Giovan Battista Aleotti

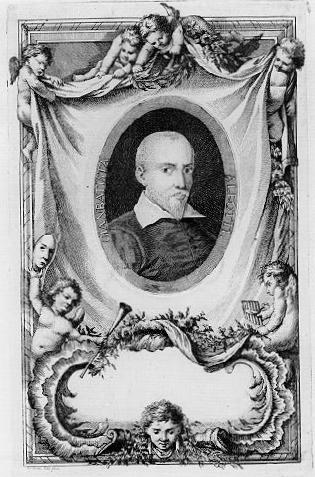
Giovan Battista Aleotti

Giovan Battista Aleotti (Argenta, 1546  — 12 de dezembro de 1636) foi um arquiteto italiano.